# Merle Dandridge
Merle Dandridge (Okinawa, 31 maggio 1975) è un'attrice statunitense.

## Filmografia parziale

### Attrice

#### Cinema
- Una sola verità (Nothing but the Truth), regia di Rod Lurie (2008)
- Block Party Juneteenth, regia di Dawn Wilkinson (2022)

#### Televisione
- La valle dei pini (All My Children) – serial TV, 3 puntate (2005)
- Sons of Anarchy – serie TV, 6 episodi (2011-2012)
- Criminal minds - serie TV, 7×16 (2012)
- The Newsroom – serie TV, 2 episodi (2012-2013)
- Star-Crossed – serie TV, 7 episodi (2014)
- Perception – serie TV, episodio 3x12 (2015)
- The Night Shift – serie TV, 15 episodi (2015-2016)
- Murphy Brown – serie TV, 5 episodi (2018)
- Greenleaf – serie TV, 60 episodi (2016-2020)
- L'assistente di volo - The Flight Attendant (The Flight Attendant) – serie TV, 8 episodi (2020)
- Truth Be Told – serie TV, 10 episodi (2021)
- Station 19 – serie TV, 16 episodi (2022-2024)
- The Last of Us – serie TV, episodi 1x01-1x09 (2023)

### Doppiatrice
- Secret Level - serie TV, episodio 1x12 (2024)

#### Videogiochi
- Half-Life 2 (2004)
- Half-Life 2: Episode One (2006)
- Half-Life 2: Episode Two (2007)
- The Orange Box (2007)
- The Last of Us (2013)
- Dota 2 (2013)
- Everybody's Gone to the Rapture (2015)
- Uncharted 4: Fine di un ladro (Uncharted 4: A Thief's End) (2016)
- The Last of Us Parte II (The Last of Us Part II) (2020)
- Hitman 3 (2021)

## Teatro
Lista parziale
- Jesus Christ Superstar (2000)
- Aida (2001, 2002-2008)
- Monty Python's Spamalot (2008, 2015)
- Rent (2002-2008, 2009-2010)
- Tarzan (2006-2007)
- Once on This Island (1994, 2017-2018)

## Premi
- 2016 – British Academy Video Games Awards
  - Miglior interpretazione in Everybody's Gone to the Rapture

## Doppiatrici italiane
Nelle versioni in italiano delle opere in cui ha recitato, Merle Dandridge è stata doppiata da:
- Paola Valentini in NCIS - Unità anticrimine, Criminal Minds
- Sabrina Duranti in CSI: Miami, The Mentalist
- Alessandra Korompay in Sons of Anarchy, The Night Shift
- Emanuela Baroni in Perception
- Laura Boccanera in Greenleaf
- Chiara Colizzi ne L'assistente di volo - The Flight Attendant
- Perla Liberatori in Station 19
- Stefania De Peppe in The Last of Us

Da doppiatrice è sostituita da:
- Stefania De Peppe in The Last of Us, The Last of Us Parte II
- Stefania Patruno in Uncharted 4 - Fine di un ladro
- Benedetta Degli Innocenti in Secret Level